# 안나 도스토옙스카야
안나 그리고리예브나 도스토옙스카야(러시아어: А́нна Григо́рьевна Достое́вская, 1846년 9월 12일 ~ 1918년 6월 9일)는 러시아의 회고록 저자, 속기사로 표도르 도스토옙스키의 두 번째 아내이다. 결혼 전 성은 스니트키나(Сниткина)이다.

## 생애
안나 스니트키나는 학교에 다닐 무렵부터 도스토옙스키의 소설을 무척 좋아하였는데, 그녀의 친구들은 소설의 여주인공 이름을 따서 안나를 네토츠카라는 별명으로 부르기도 하였다. 안나는 20세에 당시 빚으로 인해 출판업자에게 소설을 제때 넘기지 못하면 모든 저작권을 몰수당할 위기에 놓여 있던 도스토옙스키에게 속기사로 고용되었다. 《노름꾼》(1866년), 《죄와 벌》(1866년)은 도스토옙스키가 구술하면 그녀가 속기하고 다시 정서하는 방식으로 집필되었다. 안나는 총명하고 유능한 여성이었으며 까다로운 성품의 도스토옙스키도 이내 안나를 사랑하게 되었다. 도스토옙스키는 병든 예술가가 나이 차이가 많이 나는 여인을 사랑하게 되는 새 소설의 구상을 이야기하며 그녀에게 청혼했고 1867년 4월, 안나는 21세의 나이에 46세의 표도르 도스토옙스키와 결혼하였다. 이후 그녀는 빚으로 인한 경제적 곤궁과 도박으로 인하여 생활이 안정되지 않았던 도스토옙스키를 헌신적으로 돌보았으며, 작품을 직접 인쇄하여 판매하는 등 출판에도 수완을 발휘하여 말년에 도스토옙스키 부부는 비교적 경제적으로 안정된 말년을 보낼 수 있었다. 도스토옙스키에 관한 전기적 내용을 담은 《안나 도스토옙스카야의 일기》(1867년)는 사후인 1923년에, 회고록인 《도스토옙스키와 함께한 나날들》은 1925년에 각각 출간되었다.
레오니드 치프킨은 안나와 도스토옙스키의 관계를 모티브로 삼아 소설 《바덴바덴에서의 여름》(1980년)을 쓰기도 하였다.